# Sonia Bisset
Sonia Bisset Poll (1º aprile 1971) è un'ex giavellottista cubana.

## Palmarès
| Anno | Manifestazione      | Sede                | Evento                 | Risultato | Prestazione | Note |
| ---- | ------------------- | ------------------- | ---------------------- | --------- | ----------- | ---- |
| 1990 | Mondiali U20        | Plovdiv             | Lancio del giavellotto | 11ª       | 49,46 m     |      |
| 1995 | Campionati CAC      | Città del Guatemala | Lancio del giavellotto | Oro       | 62,24 m     |      |
| 1997 | Mondiali            | Atene               | Lancio del giavellotto | 6ª        | 63,80 m     |      |
| 1997 | Universiadi         | Catania             | Lancio del giavellotto | Argento   | 63,46 m     |      |
| 1998 | Giochi CAC          | Maracaibo           | Lancio del giavellotto | Oro       | 66,67 m     |      |
| 1999 | Mondiali            | Siviglia            | Lancio del giavellotto | 6ª        | 63,52 m     |      |
| 2000 | Giochi olimpici     | Sydney              | Lancio del giavellotto | 5ª        | 63,26 m     |      |
| 2001 | Mondiali            | Edmonton            | Lancio del giavellotto | Bronzo    | 64,69 m     |      |
| 2003 | Giochi panamericani | Santo Domingo       | Lancio del giavellotto | 5ª        | 58,00 m     |      |
| 2003 | Mondiali            | Saint-Denis         | Lancio del giavellotto | 6ª        | 60,17 m     |      |
| 2004 | Giochi olimpici     | Atene               | Lancio del giavellotto | 5ª        | 63,54 m     |      |
| 2005 | Mondiali            | Helsinki            | Lancio del giavellotto | 7ª        | 61,75 m     |      |
| 2006 | Giochi CAC          | Cartagena           | Lancio del giavellotto | Oro       | 63,30 m     |      |
| 2007 | Giochi panamericani | Rio de Janeiro      | Lancio del giavellotto | Argento   | 60,68 m     |      |
| 2007 | Mondiali            | Osaka               | Lancio del giavellotto | 6ª        | 61,74 m     |      |

## Altre competizioni internazionali
1998
- Bronzo ai Goodwill Games ( New York), lancio del giavellotto

2000
- Oro alla Grand Prix Final ( Doha), lancio del giavellotto